# 精神科医
精神科医（せいしんかい、英: Psychiatrist）とは、精神医学を専門とする医師であり、精神障害・依存症の治療を専門的に診察する医師免許を持つ。
精神科医の業務には、精神疾患の診療、精神疾患の予防、精神衛生の普及がある。これらの中でも中心的業務となる診療業務は、外来のみの診療を行う精神科クリニック、入院施設を有する精神科病院、総合病院内の一診療科としての精神科など、各医療機関において主に行われる。

## 分野

OECD各国のメンタルヘルス問題時の受診先調査。
青は総合診療医、赤は精神科医、緑は臨床心理士。

精神疾患の治療は、OECD諸国においては主にプライマリ・ケアを担当する総合診療医が担っている。日本ではプライマリ・ケアは整備途上であるため、プライマリケア医との連携が今後の課題である。厚生労働省は「G-Pネット」としてプライマリ・ケア医と精神科医の連携を進める政策を取っている。
専門とする精神医学には、児童精神医学、老年精神医学など人間の発達年齢別の分野のほか、犯罪精神医学、司法精神医学など特定の集団を扱う分野がある。また、精神科医や臨床心理士が他科の患者の心理的ケアを行うなど、チーム医療活動に力点を置いた分野にリエゾン精神医学がある。
米国精神医学・神経医学委員会（American Board of Psychiatry and Neurology、ABPN）が認定するサブスペシャリテイは以下の通り 。
- 臨床神経生理学
- 司法精神医学
- アディクション精神医学
- 児童・思春期精神医学
- 老年精神医学
- 緩和ケア
- 疼痛管理
- コンサルテーション・リエゾン精神医学
- 睡眠医学
- 脳損傷医療

## 各国の状況

OECD各国の人口10万あたり精神保健従事者数。
青は精神科医、赤は心理士、橙は精神保健福祉士。

一般的に精神科医になるための要件は、国によって異なる。

### 米国、カナダ
アメリカ合衆国とカナダにおいては、医学博士号（M.D.、D.O.）を保持した後、精神科レジデントとして4年間の研修を経なければならない（カナダでは5年間）。すべての精神科レジデントは認知行動療法、サイコドラマ、支持的精神療法の技能を有することが要求される。

### イギリス
イギリスにおける精神科医は、医学士号を保持する必要がある。なおイギリスの総合診療医（GP）では、精神科研修が必須である。

### ドイツ
ドイツにおいては、心理関係職は以下が挙げられる。
- 精神科医（Psychiatrists）とは、精神医学および心理療法の専門家である。1994年より心理療法研修が義務化されている。
- 心理療法家（Psychotherapists）とは、心理療法法（ドイツ語版）とガイドラインに基づいて、自身の判断で患者に医薬品を処方し、また心理療法実施できる医師もしくは心理士である。その業務にはメンタルヘルス問題の診断と治療が含まれる。
- 心理士（Psychologists）とは、心理学の学士号もしくは修士号を持つ者であり、法的規制された独占名称である。

### 日本
日本においては、6年制医学部を卒業し「学士（医学）」または「医学士」の学位を有する。さらに、精神科専門医となるためには、2年間の初期研修に加えて、3年間以上の精神科後期研修が必要である。

#### 日本専門医機構認定専門医
日本専門医機構が認定している専門医として精神科専門医がある。

#### 精神保健指定医
精神科医療の臨床現場では、特に病識がない精神疾患患者の場合、患者本人および患者の周囲の人間の生命・身体などに、甚大な損失を招く可能性（自傷他害の恐れ）が認められることがある。そのような場合などは、たとえ当該患者本人の意にそぐわずとも、患者の「医療を受ける権利」を擁護するため、患者に適切な医療や処遇を強制する必要性が生じる。このように、人権と医療との間の微妙なバランスへの配慮を迫られる臨床現場において、その全責任を負う存在として、精神保健指定医がある。
精神保健指定医は、専門医などのように学会が認定する民間資格ではなく、精神保健及び精神障害者福祉に関する法律（精神保健福祉法）第18条に基づき厚生労働大臣が指定する法的資格である。従って、上記の様に一歩間違えれば人権侵害の恐れもあるが「病識の欠如」「自傷他害の恐れ」「医療を受ける権利を擁護する必要性」が認められる場合などでは、精神保健指定医の診察・判定をもって精神疾患患者に入院などを強制できることが法的に担保されており、同時にその裏返しとして、強制的な処遇には精神保健指定医の診察・判定が法的に義務づけられている。例えば、措置入院、緊急措置入院、医療保護入院、応急入院、退院制限などを行うには、精神保健指定医の診察・判定を要する。また、保護室への隔離や身体拘束などの行動制限を行う時にも、一般の精神科医よりも精神保健指定医の法的な権限は大きい。2015年には聖マリアンナ医科大学病院で精神保健指定医の資格不正取得問題が起こり23人が医業停止となった。

## 過剰摂取医問題やその他問題点

### 精神という客観的検査診断困難性・不定愁訴の多さ
肉体的傷病を治療する他科に比べ、精神は客観的検査所見での診断がつきにくいことや、原因不明の体調不良を訴える不定愁訴が多数おり、精神疾患を訴える患者は明確な症状ではないグレーな症状ばかりなために、医師によって診断がばらついてしまう。他にも死亡などの医療事故（自殺以外）及び医療訴訟が少ないことで、誤診に対する意識が低いという声もあり、誤診や画一的な診断に悩まされる患者もいる。
一方で、近年公開されている治療成績と医師配置水準の関連を調べた研究では、医師配置が手厚い病棟ほど治療アウトカムが良好であることが示されており、他科同様にマンパワーが低い場所ほど医療水準が下がる傾向がある。これにはイギリスやフランスと比べて、日本では病床辺りの精神科医数が非常に少ないという背景があり、日本の精神科医療水準を高めるには、医療資源の最適化が必要であると指摘されている。
日本は、かつて医学部の医局が独自のやり方を教える方法だったが、現在は指導医制度が存在している。

### 大量処方や過剰処方する医師とそれを肯定評価する患者問題
過剰処方する医師は、大量の薬物を求める患者たちには「良い医者」として人気となるが実際には大問題である「患者受け」狙いの処方が見られるのは、精神科だけでなく、薬を出さない医師に対する口コミ攻撃があり、患者からの風当たりが強いという背景がある。
また診療報酬の7割を占めるのは、通院精神療法であるが、初診は500点（1点10円）、再診では30分以上の診察で400点、5分以上30分未満は330点であり、30分以上時間をかけても、レセプトはわずか700円しか違わない。この事から、病院経営を考えると、短時間で大量に診療を行い、大勢の患者を診察し、患者の回転率を上げることで、利益を得る行動につながりやすい。
2007年に依存性の高い向精神薬「リタリン」の過剰処方で、2007年に東京都の立ち入り検査を受け、診察なしの処方をした罪で罰金刑となった。同医師はその後も一部の薬好きの間では名の知れた人物であり、罰金刑を受けた後に運営開始していた別の施設にて、2022年には薬を餌に精神的に不安定な女性を食い物にしたことで逮捕された。

## 著名な精神科医

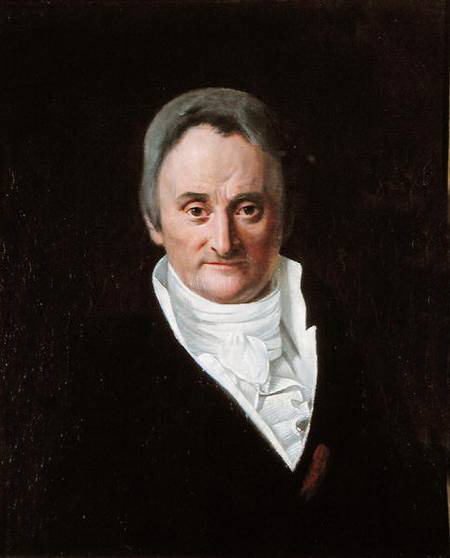
フィリップ・ピネル

- フィリップ・ピネル
- ベネディクト・モレル
- エロイゾ・アルツハイマー
- エミール・クレペリン
- ジークムント・フロイト
- オイゲン・ブロイラー
- ウジェーヌ・ミンコフスキー
- 呉秀三
- 益田裕介